# Puchar Australii i Nowej Zelandii w narciarstwie alpejskim mężczyzn 2019
Puchar Australii i Nowej Zelandii w narciarstwie alpejskim mężczyzn w sezonie 2019 – zawody rozgrywane pod patronatem Międzynarodowej Federacji Narciarskiej (FIS) w lecie 2019 roku. Pierwsze zawody tej edycji odbyły się 22 sierpnia w australijskim Mount Hotham. Ostatnie zawody obecnej cyklu zostały rozegrane 5 września 2019 roku w nowozelandzkiej Cardronie.
Triumfu w klasyfikacji generalnej z poprzedniego sezonu bronił Słowak Adam Žampa.

## Podium zawodów
| Lp. | Data             | Miejscowość  | Konkurencja | 1. Miejsce                           | 2. Miejsce      | 3. Miejsce                 |
| --- | ---------------- | ------------ | ----------- | ------------------------------------ | --------------- | -------------------------- |
| 1.  | 22 sierpnia 2019 | Mount Hotham | Slalom      | Odwołano                             | Odwołano        | Odwołano                   |
| 2.  | 23 sierpnia 2019 | Mount Hotham | Gigant      | Magnus Walch                         | Daniele Sette   | Semyel Bissig              |
| 3.  | 27 sierpnia 2019 | Coronet Peak | Supergigant | Armand Marchant                      | Adam Žampa      | Marcus Monsen              |
| 4.  | 27 sierpnia 2019 | Coronet Peak | Supergigant | Maarten Meiners                      | Olle Sundin     | Tobias Hedström            |
| 5.  | 30 sierpnia 2019 | Coronet Peak | Gigant      | Sam Maes                             | Adam Žampa      | Magnus Walch               |
| 6.  | 31 sierpnia 2019 | Coronet Peak | Gigant      | Marco Reymond                        | Pierre Bugnard  | Magnus Walch Daniele Sette |
| 7.  | 1 września 2019  | Coronet Peak | Slalom      | Marc Rochat                          | Johannes Strolz | Armand Marchant            |
| 8.  | 2 września 2019  | Coronet Peak | Slalom      | Fabio Gstrein                        | Johannes Strolz | Armand Marchant            |
| 9.  | 4 września 2019  | Cardrona     | Gigant      | Magnus Walch                         | Pierre Bugnard  | Maarten Meiners            |
| 10. | 5 września 2019  | Cardrona     | Slalom      | Sebastian Foss Solevåg Matthias Iten | –               | Lucas Braathen             |

## Klasyfikacje
| Lp. | Zawodnik               | Punkty |
| --- | ---------------------- | ------ |
| 1.  | Magnus Walch           | 364    |
| 2.  | Maarten Meiners        | 267    |
| 3.  | Armand Marchant        | 265    |
| 4.  | Adam Žampa             | 254    |
| 5.  | Marcus Monsen          | 247    |
| 6.  | Pierre Bugnard         | 218    |
| 7.  | Marco Reymond          | 198    |
| 8.  | Sebastian Foss Solevåg | 195    |
| 9.  | Matthias Iten          | 194    |
| 10. | Johannes Strolz        | 191    |

| Lp. | Zawodnik        | Punkty |
| --- | --------------- | ------ |
| 1.  | Armand Marchant | 145    |
| 2.  | Maarten Meiners | 136    |
| 3.  | Adam Žampa      | 120    |
| 4.  | Marcus Monsen   | 89     |
| 5.  | Olle Sundin     | 80     |
| 6.  | Sandro Jenal    | 70     |
| 7.  | Willis Feasey   | 66     |
| 8.  | Andreas Žampa   | 61     |
| 9.  | Tobias Hedström | 60     |
| 10. | Lukas Zippert   | 50     |

| Lp. | Zawodnik              | Punkty |
| --- | --------------------- | ------ |
| 1.  | Magnus Walch          | 340    |
| 2.  | Pierre Bugnard        | 218    |
| 3.  | Daniele Sette         | 178    |
| 4.  | Marco Reymond         | 162    |
| 5.  | Marcus Monsen         | 158    |
| 6.  | Daniele Sorio         | 144    |
| 7.  | Semyel Bissig         | 137    |
| 8.  | Maarten Meiners       | 131    |
| 9.  | Sam Maes              | 100    |
| 10. | Dries van den Broecke | 89     |

| Lp. | Zawodnik               | Punkty |
| --- | ---------------------- | ------ |
| 1.  | Sebastian Foss Solevåg | 195    |
| 2.  | Matthias Iten          | 161    |
| 3.  | Johannes Strolz        | 160    |
| 4.  | Fabio Gstrein          | 136    |
| 5.  | Armand Marchant        | 120    |
| 6.  | Marc Rochat            | 100    |
| 7.  | Bjørn Brudevoll        | 100    |
| 8.  | Noel von Grünigen      | 88     |
| 9.  | Stefano Baruffaldi     | 69     |
| 10. | Lucas Braathen         | 64     |